# Anderson Costa
Anderson Costa (Rio de Janeiro, 13. ožujka 1984.) umirovljeni je brazilski nogometaš koji je igrao na poziciji napadača.
Godine 2002. karijeru je započeo u brazilskom velikanu Vascu da Gami zabilježivši 2 nastupa. Naredne dvije sezone igrao je nešto češće, zabilježivši 44 nastupa i 11 golova. Nakon toga, poslan je na kaljenje u španjolsku Córdobu gdje se isprva nije snašao, no, s vremenom počeo pružati nešto bolje igre. Po povratku u Brazil dočekala ga je klupa, a mjesto u napadu mu je zauzeo svjetski poznati Romario. Za vrijeme igranja u rodnoj zemlji bio je i član brazilske U-21 reprezentacije.
Tijekom zimskog prelaznog roka 2005. godine za milijun eura prodan je u zagrebački Dinamo, gdje je najavljen kao veliko pojačanje za nastupe u europskim natjecanjima, premda ga nitko iz Dinama nikada nije pogledao uživo. Svojom pojavom pobudio je veliku pažnju, a nakon prvih treninga i utakmica s Red Bull Salzburgom i JEF Unitedom činilo se da se stvarno radi o velikom igraču. Debitirao je ulaskom s klupe na Poljudu protiv Hajduka (Dinamo je utakmicu dobio 1:0). U prvih je par utakmica bio solidan, no, kako je vrijeme prolazilo nikako se nije mogao priviknuti na igru nove momčadi, te je njegova kvaliteta postajala sve upitnija. Nezadovoljstvo je bilo još veće kad je po drugi put istrčao na Poljud, te već nakon 10 sekundi srušio Tomislava Ercega s leđa i dobio izravni crveni karton. Ta glupost obilježila ga je kao svjetskog rekordera u brzini dobivanja crvenog kartona. Do kraja sezone uspio je odigrati jednu dobru utakmicu, onu na Kantridi, no, svojim igrama nije opravdao dovođenje. Ostao je spor, nezainteresiran, a i neprecizan. Naredne sezone navodno je bio znatno bolji na treninzima, no, na terenu je bio još lošiji nego sezonu prije, te je njegov odlazak iz Zagreba bio siguran. Njegov treći derbi na Poljudu opet je bio zapamćen po nečemu, ovoga puta po pogođenoj stativi pred kraj utakmice.
Nakon dolaska Branka Ivankovića za trenera, Anderson je u prvoj utakmici odigrao vrlo dobro, te uspio zainteresirati skauta nizozemskog PSV Eindhovena koji ga, jasno, nije gledao nikad prije te utakmice. No, ubrzo se vratio uobičajenim igrama i trener ga je posve izbacio iz svih svojih vizija momčadi. Nakon povratka sa zimskog odmora, otišao je na šestomjesečnu posudbu u portugalskog drugoligaša Vitoriju Guimaraes. Nakon što se tamo nije uspio nametnuti, posuđen je grčkom Arisu na godinu dana, uz mogućnost otkupa ugovora na kraju sezone u iznosu od 2 milijuna eura.